# Kauai Test Facility

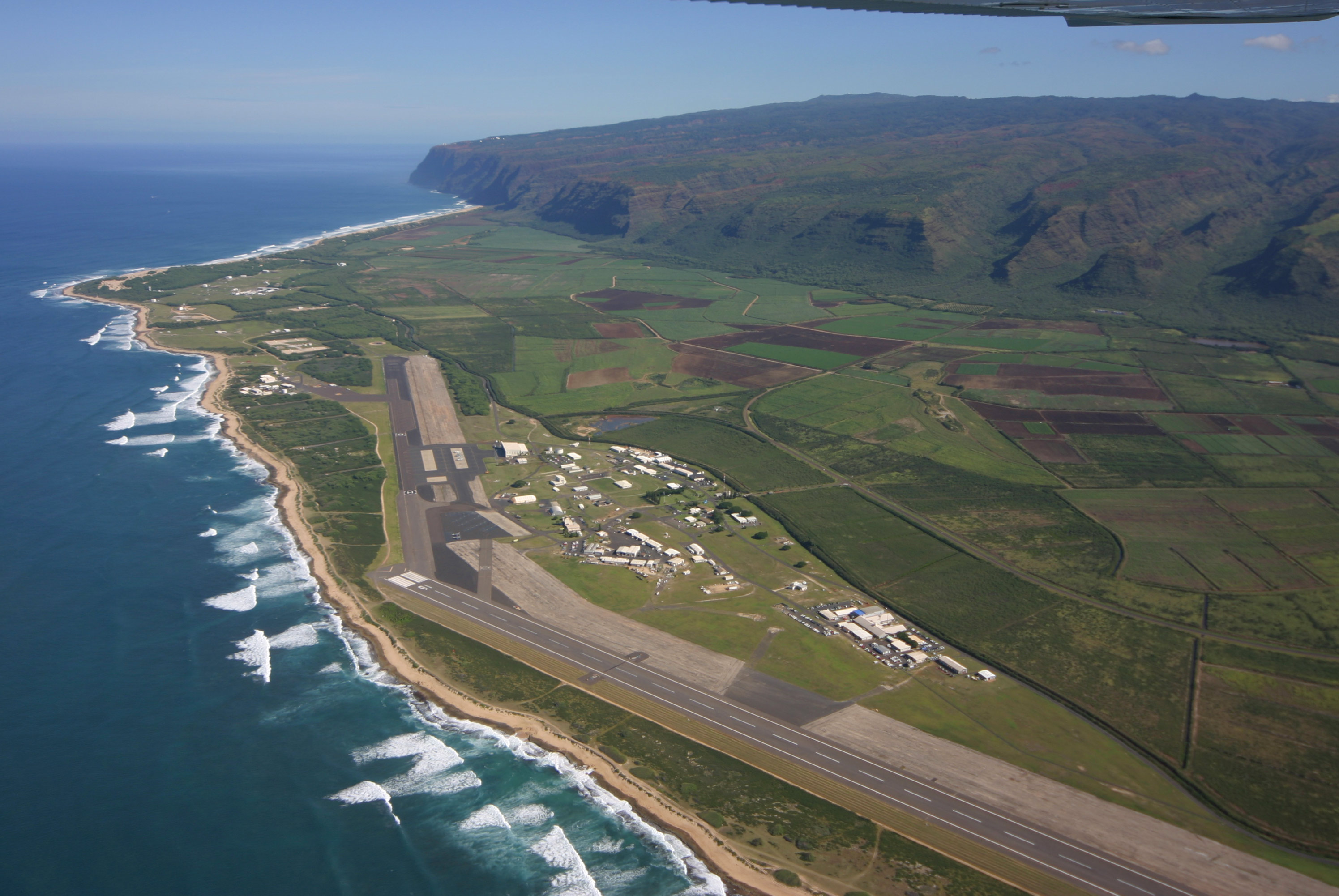
Gelände der Pacific Missile Range Facility

Die Kauai Test Facility (KTF), auch Pacific Missile Range Facility (PMRF), ist ein an der Westküste der Hawaii-Insel Kauaʻi gelegener Raketenstartplatz, der von den Sandia National Laboratories betrieben wird. Das Startgelände wird häufig nach seiner Lage auch mit dem Namen Barking Sands, einem unbewohnten wüstenartigen Küstenabschnitt, bezeichnet.
Der Raketenstartplatz wurde 1958 in Betrieb genommen. Insgesamt wurden bis 2012 über 400 Raketen von der Kauai Test Facility gestartet. Neben zahlreichen kleineren Höhenforschungsraketen wurden von hier auch Raketen der Typen Strypi, STARS und Aries gestartet. Insbesondere die beiden letztgenannten Typen dienen der Entwicklung und dem Test von Raketenabwehrsystemen. Bis November 2015 erfolgten von der Kauai Test Facility nur suborbitale Flüge, jedoch sind seit dem Erstflug der Super-Strypi-Rakete auch orbitale Missionen möglich, wobei der erste Versuch am 4. November 2015 fehlschlug.
Neben Raketen wurden auch Forschungsballons und ballongestartete Nutzlasten wie der Low-Density Supersonic Decelerator sowie andere atmosphärische Flugkörper von der Kauai Test Facility gestartet.
Im Dezember 1988 feuerte eine F/A-18 Hornet eine Rakete auf ein Testziel ab, welche jedoch die Jagivek, einen indischen Frachter von 76 Meter Länge, anflog und traf. Beim Einschlag des Flugkörpers, der keinen Gefechtskopf trug, wurde ein Seemann getötet.

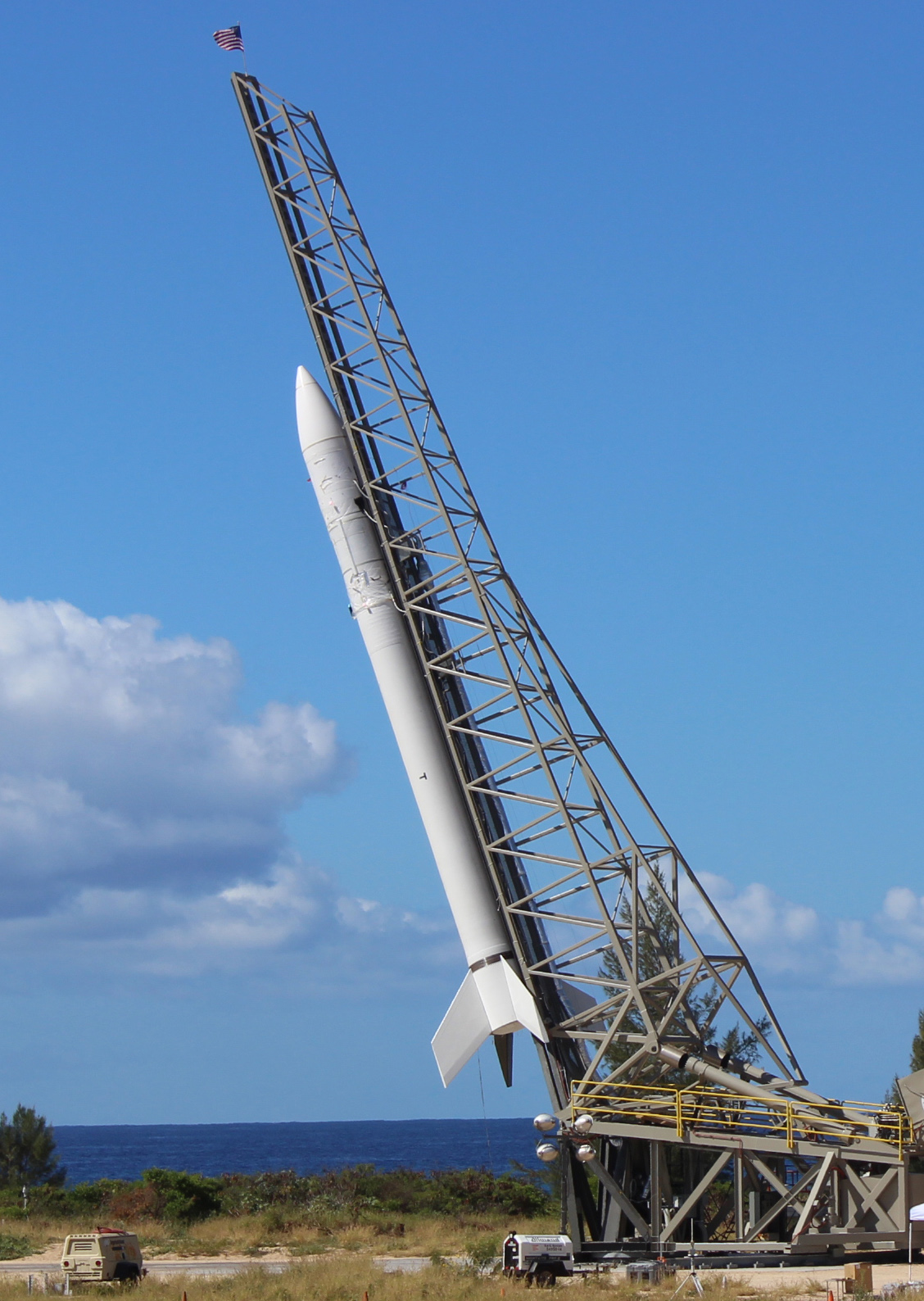
Super-Strypi-Rakete auf der Kauai Test Facility
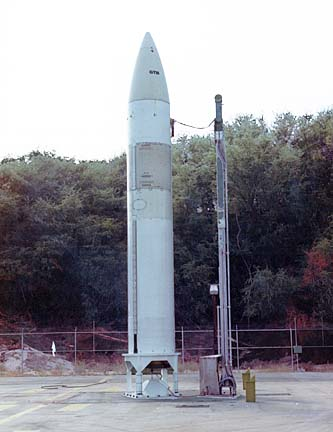
STARS-Rakete auf der Kauai Test Facility
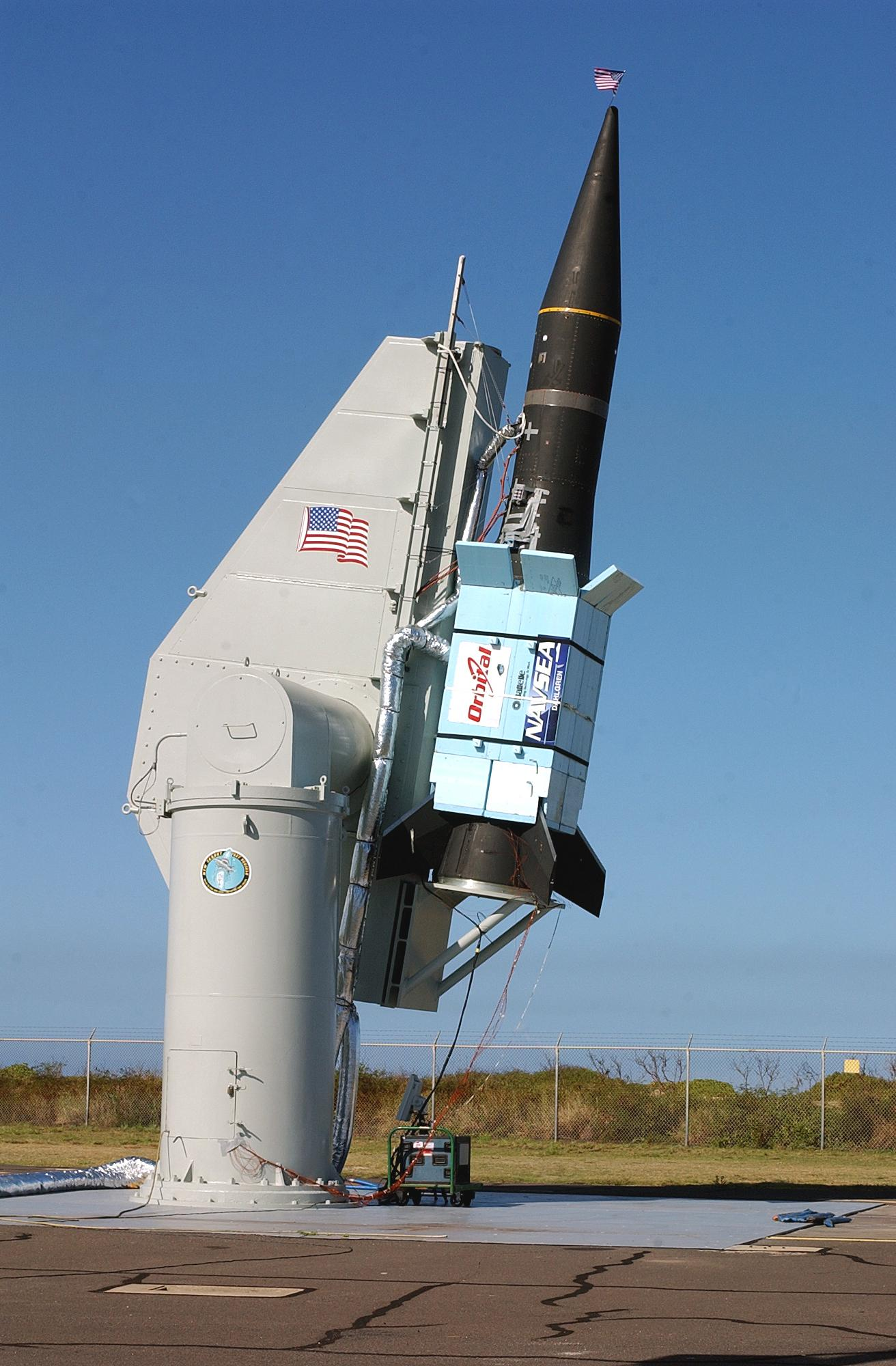
Aries-(M56A)-Rakete auf der Kauai Test Facility
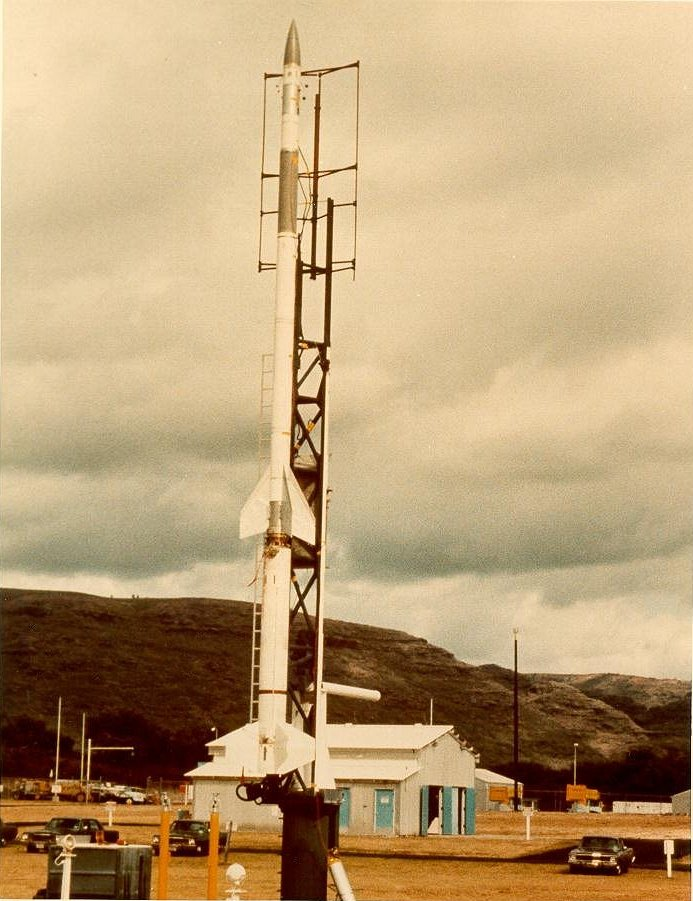
Terrier-Sandhawk-Höhenforschungsrakete auf der Kauai Test Facility
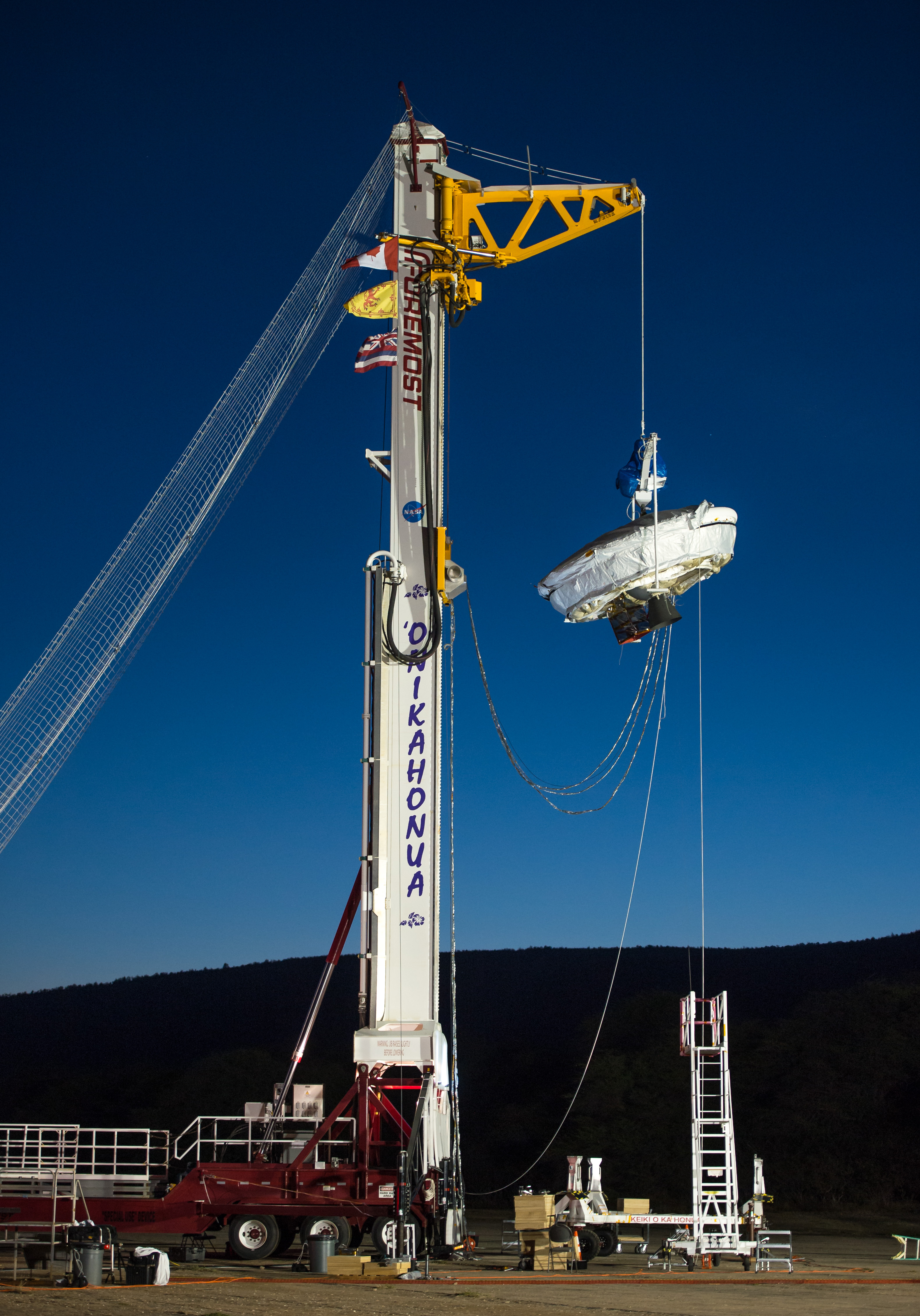
LDSD-2 vor dem Ballon-Start auf der Kauai Test Facility
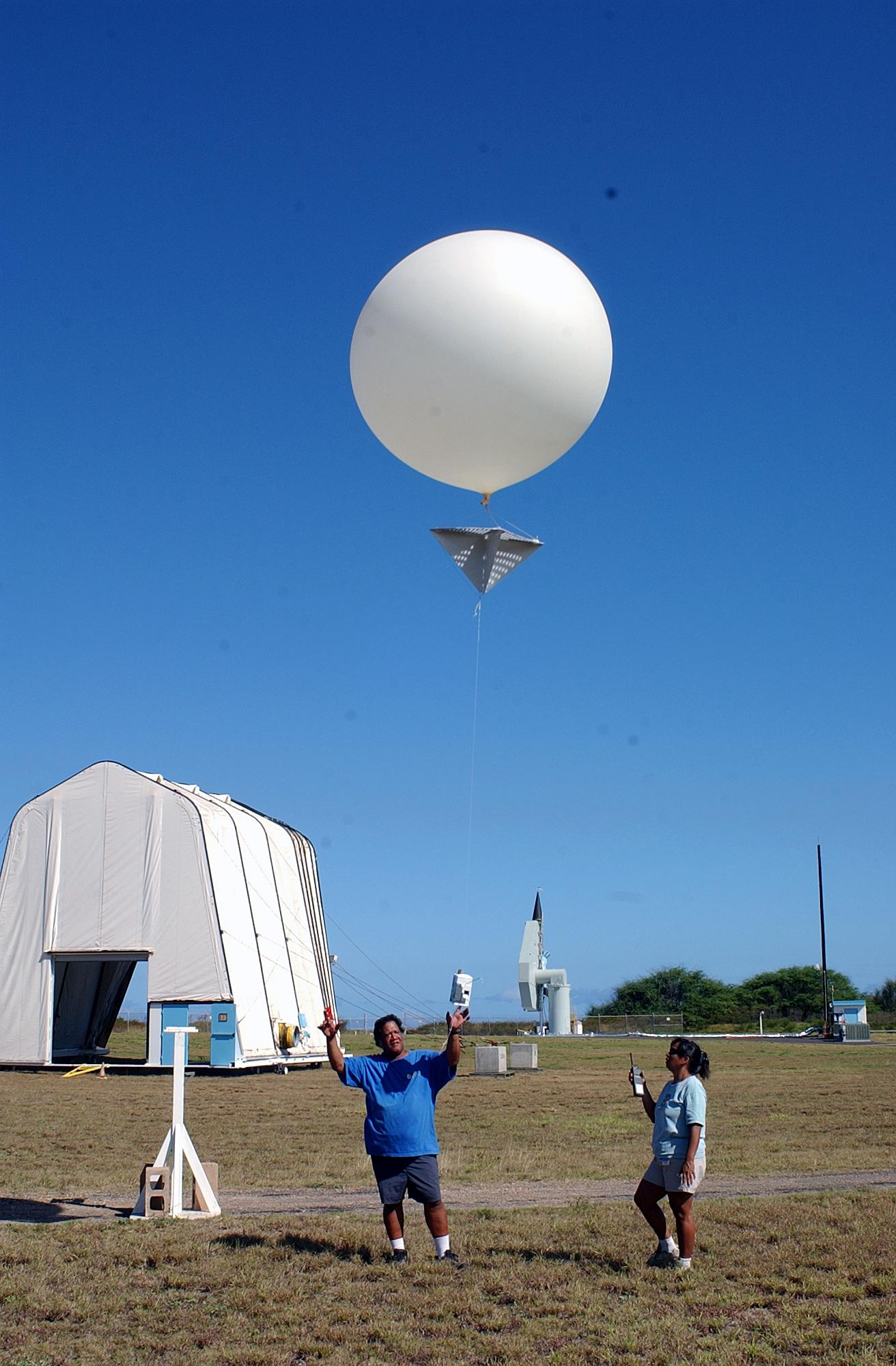
Start eines Wetterballons auf der Kauai Test Facility